# Часовая (Свердловская область)
Часовая — деревня в Каменском районе Свердловской области России. Входит в Каменский муниципальный округ.
Ранее входила в состав Покровского сельсовета Каменского района.

## Географическое положение
Деревня Часовая расположена в 21 километре к западо-северо-западу от города Каменска-Уральского (по автодороге в 24 километрах), на обоих берегах реки Камышенки. Выше по течению находится пруд.
Через деревню Часовую проходит автодорога Екатеринбург — Курган. С деревней соседствует село Покровское, расположенное на автодороге в курганском (каменском) направлении следом за Часовой. В двух километрах от деревни проходит ветка Екатеринбург — Каменск-Уральский — Курган. В соседнем посёлке Первомайском расположена станция Перебор Свердловской железной дороги.

## История деревни
Деревню основал Осип Час, ещё недавно занесенный в переписные книги монастырского Покровского в 1696 году.
Деревня Часова упоминается в составе Камышловской слободы в переписной книге Тобольского уезда 1720 года.
С 1888 года в деревне имелась церковно-приходская школа в помещении от церкви.

## Часовня Иоанна Предтечи
В 1895 года была построена каменная часовня в честь чудесного спасения Государя Императора Александра III с августейшим семейством от угрожавшей им опасности 17 октября 1888 года. С 1888 года в деревне имеется церковно-приходская школа в помещение от церкви. До 1917 года совершался крестный ход по 17 числам каждого октября из приходского храма села Покровского.

## Население
| 1904 | 1926 | 2002 | 2010 | 2021 |
| ---- | ---- | ---- | ---- | ---- |
| 808  | ↗867 | ↘196 | ↗205 | ↗213 |

Структура

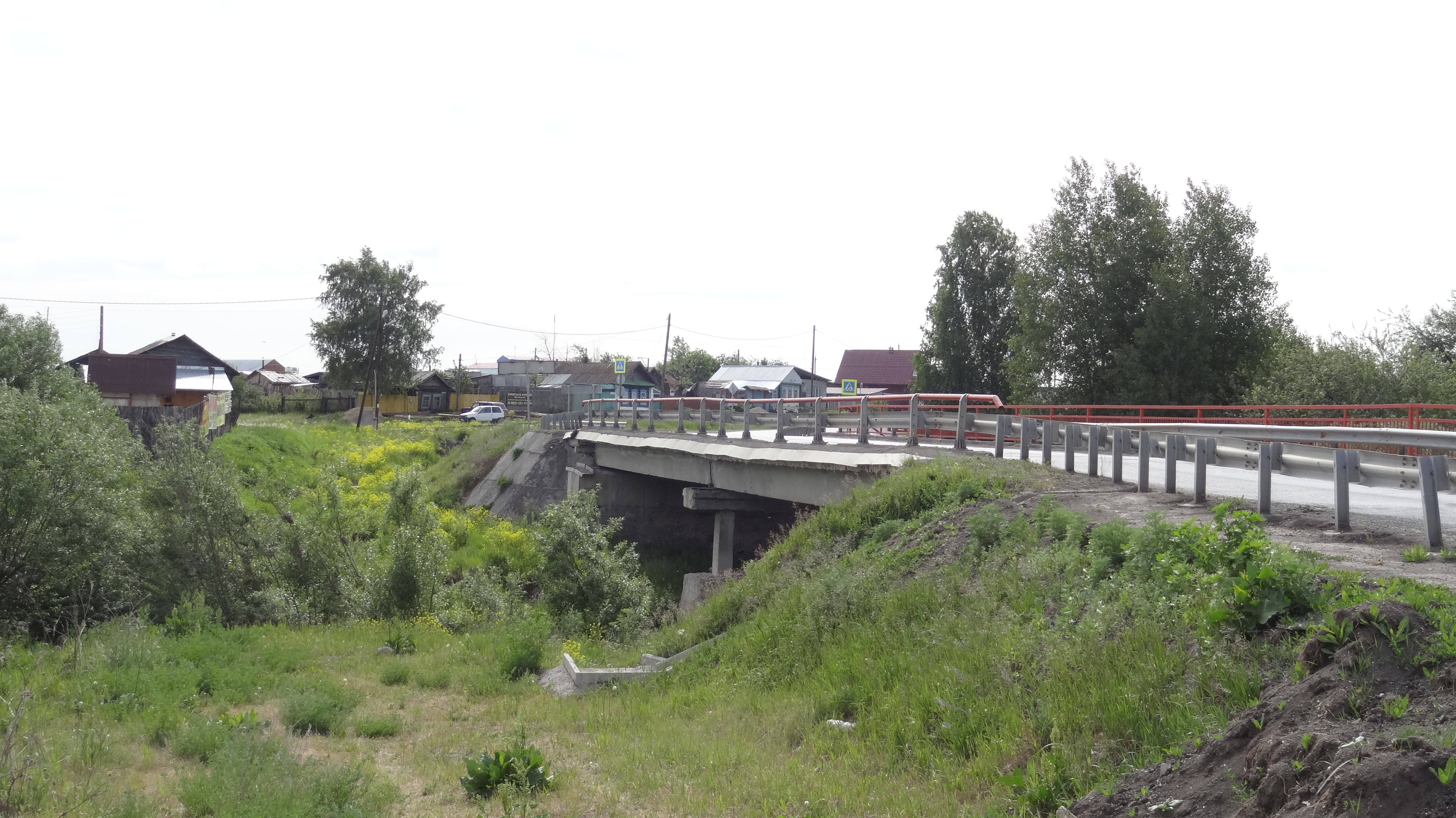
Автомобильный мост через реку Камышенка; 2016 год

- По данным 1904 года, в деревне было 157 дворов с населением 808 человек (мужчин — 353, женщин — 455), все русские[10].
- По данным переписи населения 1926 года, в деревне Часова было 194 двора с населением 867 человек (мужчин — 402, женщин — 465)[11].
- По данным переписи населения 2002 года, русские составляли 92 % от общего числа жителей деревни Часовой, удмурты — 5 %[12]. По данным переписи населения 2010 года, в деревне проживали 205 человек — 97 мужчин и 108 женщин[13].